# 향로봉·건봉산 천연보호구역
향로봉·건봉산 천연보호구역은 대한민국 강원특별자치도 고성군과 인제군에 위치한 천연기념물이다.
- 향로봉, 건봉산 천연보호구역 보관됨 2007-09-29 - 웨이백 머신 - 남북의 천연기념물
- 향로봉, 건봉산 천연보호구역 - 문화재청